# オスカル・クリスティ
オスカル・クリスティ（Oscar Cristi Gallo 1916年6月26日 - 1965年3月25日 ）はチリの政治家、馬術競技選手。1940年代終わりから1950年代終わりにかけて障害飛越競技で活躍した。
彼は1952年ヘルシンキオリンピックで2つの銀メダルを獲得し、チリのオリンピック選手で最初に複数のメダルを獲得することとなった。個人飛越競技で銀メダルを獲得した他、セザール・メンドーサ、リカルド・エチェベリアと共に団体飛越競技でも銀メダルを獲得した。チリ警察の要職に就いていたが1965年3月25日、自動車事故で亡くなっている。